# Persoonia conjuncta
Persoonia conjuncta (лат.) — кустарник или небольшое дерево, вид рода Персоония (Persoonia) семейства Протейные (Proteaceae), эндемик австралийского штата Новый Южный Уэльс. Прямостоячий кустарник или небольшое дерево с узкими эллиптическими или копьевидными листьями, жёлтыми трубчатыми цветками в группах до шестнадцати и зелёным плодом-костянкой.

## Ботаническое описание

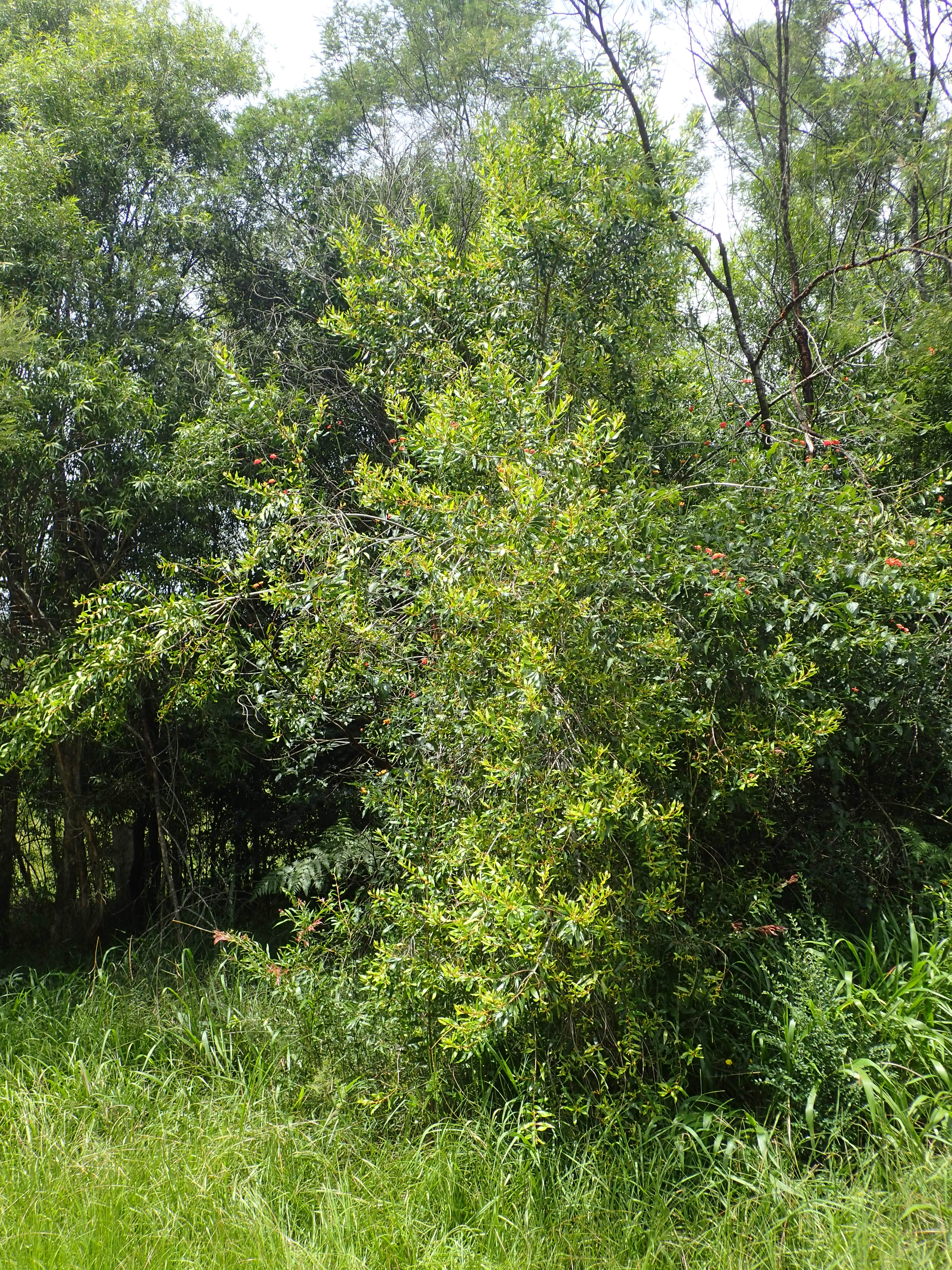
Общий вид растения (Нана-Глен, Новый Южный Уэльс)

Persoonia conjuncta — прямостоячий кустарник или небольшое дерево высотой до 2-7 м. Кора гладкая с мелкими трещинами у основания. Листья от узких эллиптических до копьевидных, 60-140 мм в длину и 10-26 мм в ширину. Цветки расположены группами до 16 вдоль цветоноса длиной до 140 мм, который после цветения перерастает в листовой побег. Цветок находится на цветоножке 2-6 мм длиной. Листочки околоцветника жёлтые, длиной 12-13 мм, снаружи опушённые. Цветение происходит с января по февраль, плод — зелёная костянка.

## Таксономия
Вид был описан в 1991 году австралийскими ботаниками Питером Уэстоном и Лоренсом Джонсоном из Национального гербария Нового Южного Уэльса на основе образцов, собранных Джонсоном на горе Яррахапинни (около Кемпси) в 1980 году.

## Распространение и экология
Persoonia conjuncta — эндемик австралийского штата Новый Южный Уэльс. Растёт в лесу на прибрежных хребтах в окрестностях Кофс-Харбора и к югу от реки Мэннинг в восточной части Нового Южного Уэльса.